# Zbór Kościoła Chrześcijan Baptystów w Głogowie
Zbór Kościoła Chrześcijan Baptystów w Głogowie – zbór Kościoła Chrześcijan Baptystów znajdujący się w Głogowie, przy ulicy Chopina 55.
Zbór powstał na skutek działalności zboru wrocławskiego.
Nabożeństwa odbywają się w każdą niedzielę o godzinie 10:30.